# USS William Charette (DDG-130)
El USS William Charette (DDG-130) será el 80.º destructor de la clase Arleigh Burke (Tramo III) de la Armada de los Estados Unidos. Su nombre USS William Charette honra a un marino de la guerra de Corea condecorado con la Medalla de Honor.

## Construcción
Fue ordenado el 27 de septiembre de 2018 al Bath Iron Works (de General Dynamics) de Bath, Maine.